# جيمي كيلي (موسيقي)
جيمي كيلي (بالإسبانية: Jimmy Kelly)‏ هو موسيقي ومغني وملحن إسباني، ولد في 18 فبراير 1971 في جامونال في إسبانيا.

## وصلات خارجية
- الموقع الرسمي
- جيمي كيلي على موقع IMDb (الإنجليزية)
- جيمي كيلي على موقع ميوزك برينز (الإنجليزية)
- جيمي كيلي على موقع ديسكوغز (الإنجليزية)